# Euclides Scalco
Euclides Girolamo Scalco ComMM (Nova Prata, 16 de setembro de 1932 — Curitiba, 16 de março de 2021) foi um farmacêutico e político brasileiro filiado ao Partido da Social Democracia Brasileira (PSDB).

## Biografia
Filho de Elias Scalco e Adele Zanotto Scalco, fez os estudos secundários no Colégio Imaculada Conceição da cidade de Guaporé (RS) e no Colégio Rosário, em Porto Alegre. Em 1951, iniciou o curso superior de farmácia-química na Faculdade de Farmácia da Universidade Federal do Rio Grande do Sul, obtendo o diploma em 1954.
Com o diploma em mãos, foi proprietário de farmácias em Muçum, Bento Gonçalves e Francisco Beltrão. Na cidade paranaense, também fundou uma policlínica.
Foi em Francisco Beltrão que iniciou a vida pública, filiando-se Partido Trabalhista Brasileiro e tornando-se vereador na gestão 1960-1962. Nas eleições municipais de 1962, elegeu-se prefeito para o biênio 1963-1964.
Na segunda metade da década de 1960, militou pela Juventude Agrária Católica (JAC) em movimentos de trabalhadores rurais e presidiu a Associação de Estudos de Orientação e Assistência Rural entre 1967 e 1970, além de contribuir para a criação do Movimento Democrático Brasileiro (MDB) no Paraná. Pelo partido, foi eleito, novamente, vereador de Francisco Beltrão, no mandato 1965-1969.
Durante o ano de 1970, realizou dois cursos de pós-graduação na Europa; o primeiro em economia agrária na Universidade de Louvain, na Bélgica, e o  segundo em economia no Instituto Lebret, em Paris.
Ao retornar ao Brasil, dedicou-se as suas empresas e foi eleito presidente da Associação Comercial e Industrial de Francisco Beltrão para a gestão 1971-1973. Nas eleições gerais no Brasil em 1974, juntou-se ao senador eleito Francisco Leite Chaves, tornando-se seu suplente, mas não chegou a ocupar o cargo. Nas eleições gerais no Brasil em 1978, elegeu-se deputado federal, sendo reeleito em novembro de 1982, já pelo PMDB. Em março de 1983, licenciou-se da Câmara do Deputados para assumir o cargo de chefe da Casa Civil a convite do governador José Richa.
Nas eleições gerais no Brasil em 1986, elegeu-se deputado federal constituinte. Entre suas atuações na elaboração da nova constituição, foi membro da Subcomissão de Garantia da Constituição, Reformas e Emendas, da Comissão da Organização Eleitoral, Partidária e de Garantia das Instituições, e suplente da Comissão de Sistematização, além de ter sido um dos líderes do “grupo do consenso”, um dos agrupamentos suprapartidários formados no processo constituinte, reunindo parlamentares de centro-esquerda com o objetivo de defender propostas de conteúdo social e democrático na nova Constituição.
Em junho de 1988, uniu-se com outros políticos, como Fernando Henrique Cardoso, Mário Covas, Franco Montoro, José Serra, Pimenta da Veiga e José Richa, para fundar o Partido da Social Democracia Brasileira (PSDB).
Pelo novo partido, participou do pleito das eleições gerais no Brasil em 1990 na condição de vice-governador da chapa encabeçada por José Richa, porém, sem sucesso, pois a chapa não passou para o segundo turno.
Em 1994, coordenou a campanha do candidato do PSDB, Fernando Henrique Cardoso, à presidência da República, mas afastou-se do posto para dedicar-se a saúde de sua esposa, que passava por enfermidades.
Em setembro de 1995, assumiu como diretor-geral da Itaipu Binacional (cargo que ocupou até 2002).
Em março de 1998, Euclides foi admitido por FHC à Ordem do Mérito Militar no grau de Comendador especial. Em junho do mesmo ano, retornou ao posto de coordenador da campanha para reeleição de Fernando Henrique Cardoso.
Em abril de 2002, aceitou o convite de Fernando Henrique Cardoso para assumir o cargo de ministro-chefe da secretaria geral da presidência da República em substituição a Arthur Virgílio Neto, mantendo-se no cargo até o fim do mandato de Fernando Henrique.
Após o cargo de ministro chefe da presidência, dedicou aos bastidores da política em campanhas de integrantes do PSBD-PR e articulações internas do partido. 
Paralelamente à sua carreira pública, foi diretor-presidente da empresa Habitação Construções e Empreendimentos Ltda., em Curitiba (1992-1995), vice-presidente da Associação de Amigos do Hospital das Clínicas (1994-1997), vice-presidente da Fundação Nossa Senhora da Salete (1994-1998) e coordenador de Instituto Ciência e Fé (1995-1998), em Curitiba.

## Morte
Morreu em Curitiba, no dia 16 de março de 2021, aos 88 anos, vítima da COVID-19.